# 沙加緬度塔橋
沙加緬度塔橋 （英語：Tower Bridge）是美國加州一座橫跨沙加緬度河的升降橋，連接西岸的優洛郡西沙加緬度市與東岸的加州首府沙加緬度郡沙加緬度市。在被截短至鹽湖城之前，40號美國國道在加州曾取道於沙加緬度塔橋。
加利福尼亞州運輸部以275號加利福尼亞州州道的一部分負責此橋的維護，連接西沙加緬度的「塔橋門道」（Tower Bridge Gateway）與沙加緬度的「議會大道」（Capitol Mall）。
沙加緬度塔橋於1982年被加入了美國國家史蹟名錄。

## 備註
1. ↑  Structurae数据库中沙加緬度塔橋的数据
2. ↑  . National Register of Historic Places. National Park Service. 2010  [15 November 2010]. （原始内容存档于2016-09-09）.